# Onicomancia
La onicomancia es la adivinación que se hacía por medio de las uñas. 
Se practicaba frotando con hollín las uñas de un joven y luego, presentándolas al sol se creía ver figuras que indicasen lo que se deseaba saber. Se servían también para frotar las uñas del aceite y de la cera.